# Kanton Pougues-les-Eaux
Pougues-les-Eaux is een voormalig kanton van het Franse departement Nièvre. Het kanton maakte deel uit van het arrondissement Nevers.

## Gemeenten
Het kanton Pougues-les-Eaux omvatte de volgende gemeenten:
- Fourchambault
- Garchizy
- Germigny-sur-Loire
- Parigny-les-Vaux
- Pougues-les-Eaux (hoofdplaats)